# Farol de D. Maria Pia
Farol de D. Maria Pia (auch: Farol da Ponta Temerosa oder Farol da Praia) ist ein Leuchtturm auf der Insel Santiago, die zu Kap Verde gehört.

## Lage

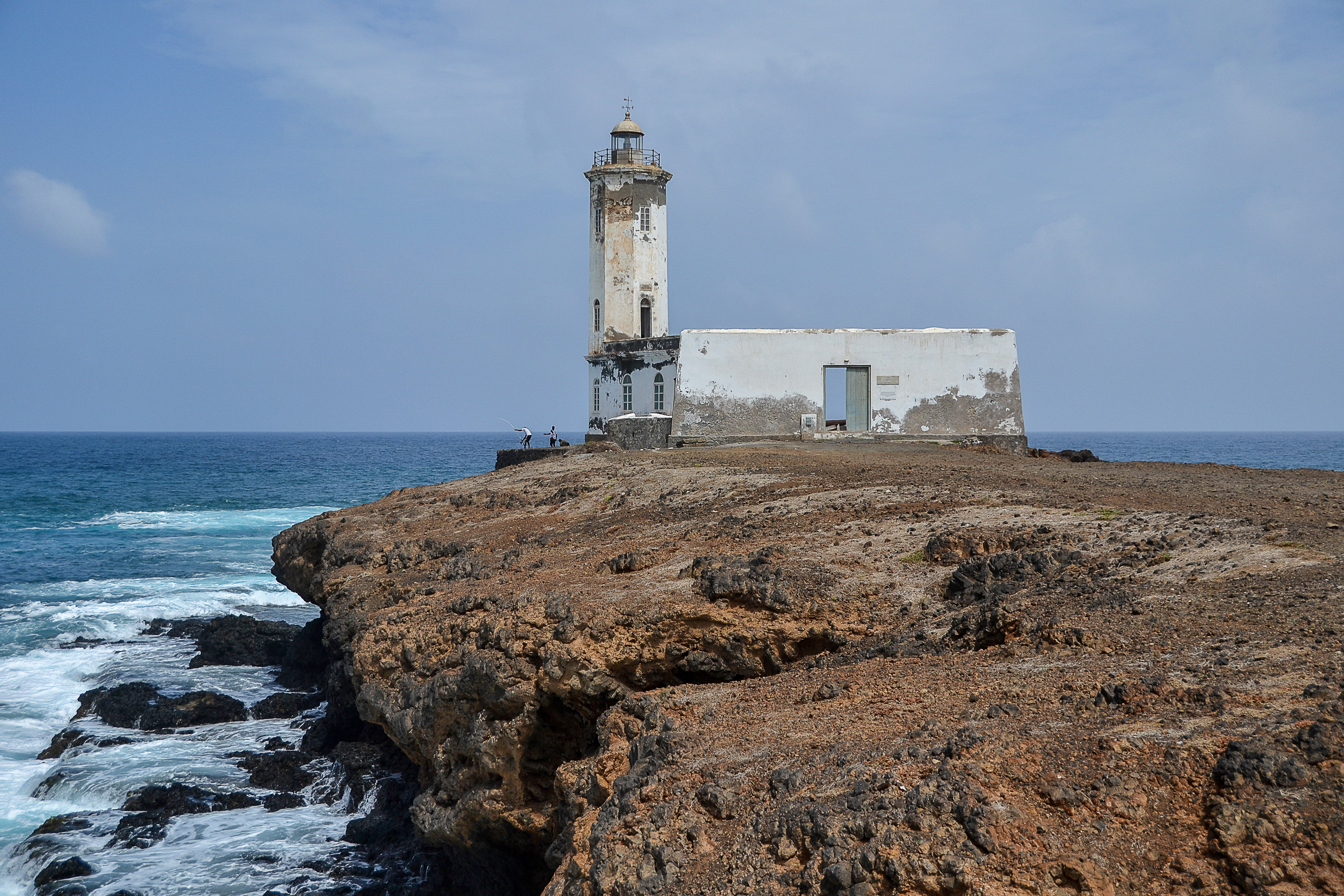
Der Leuchtturm auf dem Ponta Temerosa

Der Leuchtturm befindet sich auf dem Ponta Temerosa, einer Erhebung auf der äußersten Südspitze der Insel Santiago. Der Leuchtturm zeigt die Einfahrt in den Hafen von Praia, der Hauptstadt von Kap Verde, an.

## Geschichte
Der Leuchtturm wurde 1881 unter portugiesischer Kolonialherrschaft erbaut. Namensgeberin ist die portugiesische Königin Maria Pia von Savoyen.